# Alexander Nevskijorden
Alexander Nevskijorden (ryska: орден Александра Невского), är en rysk statsorden, ursprungligen stiftad i Sovjetunionen år 1942 och uppkallad efter den ryska nationalhjälten Alexander Nevskij.
Utmärkelsen delades för alla militära meriter inom ledarskap. Sankt Alexander Nevskij-orden som delades i Ryska imperiet är en separat orden, och Alexander Nevskijorden är inte dess efterträdare. I Sovjetunionen delades orden sammanlagt till över 42 000 och över 1400 militärenheter.
Orden instiftades åter i Ryssland den 7 september 2010 med presidents dekret. I det moderna Ryssland delas orden endast till dem civila. Benämningsgrunder till orden är vanligtvis minst 20 års karriär som tjänsteman. Ytterligare kan dem som har bidragit till Rysslands ekonomiska, vetenskapliga eller kulturella tillväxt nomineras till orden.
Orden består av bara en grad men ordens band har varierat:
- Sovjetunion
- Ryssland